# جورج غرينليف
جورج غرينليف (بالإنجليزية: George Greenleaf)‏ هو لاعب كرة قدم أمريكية أمريكي، ولد في 29 سبتمبر 1874، وتوفي في 30 مايو 1936 في شيكاغو في الولايات المتحدة.